# Distretti rurali dell'Iran
I distretti rurali (in persiano دهستان‎, Dehestān) sono la suddivisione amministrativa di 4º livello dell'Iran assieme alle città e rappresentano un'ulteriore suddivisione delle circoscrizioni. Ogni distretto rurale contiene a sua volta alcuni villaggi sparsi e i territori circostanti. Nel 2008 si contano 2589 distretti rurali, a loro volta suddivisi in circa 62000 villaggi.